# Dallos
Dallos (jap. ダロス, Darosu) ist eine japanische vierteilige Anime-Serie von 1983 bis 1984. Sie war der erste direkt für den Heimkinomarkt produzierte Anime (Original Video Animation) Japans.

## Handlung
Um ihre gravierendsten Probleme der immer knapper werden Ressourcen und Überbevölkerung zu lösen, entschloss sich die Erde zur Besiedlung des Mondes. Auf der erdabgewandten Seite des Mondes entstand die Kolonie Monopolis, deren reiche Minen eine neue Ära des Wohlstands auf der Erde einläutete, während die Kolonisten praktisch Sklavenarbeit leisten, ständig überwacht werden und kaum etwas von diesem Reichtum haben. Unter der dritten Generation der Kolonisten im nun ausgehenden 21. Jahrhundert, die keinen Bezug mehr zu ihrer Erdenheimat besitzt, regen sich immer mehr Freiheitsbestrebungen, die langsam auf einen offenen Aufstand hinzulaufen.

### Remember Bartholomew
Der 17-jährige Shun Nonomura (シュン・ノノムラ) ist wieder mal tief in seine Basteleien mit einem Greifarm versunken, während Freundin Rachel (レイチェル, Reicheru) von seinem Mangel an Aufmerksamkeit gelangweilt ist. Beide werden plötzlich von einem Polizeihund angegriffen, der zu einer Razzia gehört, die den Führer einer Guerilla-Bewegung, Dog McCoy (ドグ・マッコイ, Dogu Makkoi), sucht. Shun kann diesen mit seinem Greifarm abwehren und macht Bekanntschaft mit Dog McCoy, der seinerseits beeindruckt ist, die Minenwerkzeuge derartig als Waffen zu nutzen.
Am nächsten Tag gehen Shun und Rachel zum Raumhafen, da dort ein seltener Besuch von der Erde kommt: Melinda Hearst (メリンダ・ハースト, Merinda Hāsuto), die Tochter des vermutlich zukünftigen Präsidenten der Erdföderation und Verlobte des Militärkommandanten der Kolonialregierung, Alex Leiger (アレックス・ライガー, Arekkusu Raigā). Dabei kommt es zu gewalttätigen Protesten in dessen Verlauf Shun von der Polizei aufgegriffen und vor Leiger gebracht wird. Leiger erkennt zwar schnell das Shun unschuldig ist, lässt ihn aber dennoch einsperren, da er sich später mit Shun über dessen Bruder unterhalten will, der sieben Jahre zuvor der vermeintliche Rädelsführer des Bartholomew-Zwischenfalls war – einem Anschlag auf eine Polizeieinheit – und lebenslang zu Zwangsarbeit auf einer Saturn-Strafkolonie verurteilt wurde. McCoy befreit seine Männer aus dem Gefängnis und dabei auch Shun, der in derselben Zelle saß.
Später unternimmt Leiger eine Inspektionsreise, um Melinda die Mondkolonie zu zeigen. Dabei werden sie von McCoys Guerillakämpfern mit umfunktionierten Bergwerksgerät angegriffen, wobei sich Shun ihnen anschließt. Den Aufständischen gelingt es dabei, Melinda als Geisel zu nehmen.

### Dallos Hakai Shirei!
Shun schließt sich den Aufständischen an, hauptsächlich um mit Melinda über die Erde reden zu können. Gleichzeitig mehren sich auf Grund der Erfolge von McCoys Guerillakämpfern und der harten Linie Leigers die Sympathisanten des Aufstands und es kommt zu täglichen Anschlägen gegenüber der Kolonialregierung. Aber auch innerhalb diese regt sich Widerstand gegen Leiger und insbesondere Vizekonsul Katerina (カテリーナ, Katerīna) plädiert für einen Politikwechsel zur Verständigung mit den Aufständischen. Aber auch McCoy ist frustriert, da seine Aktionen nicht die beabsichtigte Wirkung zeigen, die Erdföderation zu einer Reaktion zu zwingen, da die Kolonialregierung die Aufstände vor dieser mehr oder weniger verheimlicht.
Rachel ist wiederum besorgt, dass Shun ständig bei Melinda ist und besucht um einen klaren Kopf zu bekommen den Park. Dort trifft sich auf Leiger, der gerade privat spazieren geht, der sie fragt warum die Kolonisten trotz der harschen Bedingungen, nach vorne sehen könne. Rachel antwortet darauf mit Dallos, einer künstlichen Struktur. Diese wurde vermutlich von den früheren Wissenschaftlern gebaut, die vor den Kolonisten auf dem Mond waren. Für die frühen Kolonisten auf der Rückseite des Mondes, wo es unmöglich ist die Erde zu sehen, war Dallos damit ein Symbol ihrer Heimat Erde, als auch eine schutzgebende Festung, und wird daher besonders von den älteren Kolonisten wie ein Gott verehrt. Leiger vermutet daraufhin zu Recht, dass die Aufständischen ihr Hauptquartier in Dallos haben und es kommt zu einem erbitterten Kampf um und in Dallos, dass daraufhin zu großen Teilen zerstört wird. Während der Kampfhandlungen ist Shun mit Melinda der in Sicherheit bringen will, durch die Katakomben geflüchtet und trifft dort auf Rachel und Shuns Großvater, die beide auf der Suche nach ihm waren, sowie später Leiger, wobei durch die Zerstörungen die Katakomben einstürzen.

### Bōkyō no Umi ni Tatsu: Act I
Durch die Zerstörung von Dallos legen immer mehr Kolonisten ihre Arbeit nieder. McCoy versucht die Ältesten zu überreden, einen Generalstreik auszurufen und die Regierungsgewalt zu übernehmen, damit ihr Kampf endlich bei der Erde ankommt. Diese sind vehement dagegen, den Kampf nach Monopolis zu bringen oder der Erde durch eine Einstellung der Bergbauarbeiten zu schaden, da sie zu jener ersten Generation gehören, die noch erlebte und daran teilnahm, wie die Erde einst ihre letzten wirtschaftlichen Ressourcen zusammenkratzte und große Opfer aufbrachte, um die Mondkolonisation zu ermöglichen. McCoy kann dies wiederum nicht verstehen, da dies nichts mit seiner, der dritten Generation, zu tun hat.
Shuns Großvater wurde beim Einsturz der Katakomben verletzt, so dass er von Melinda begleitet diesen zum Krankenhaus bringen will. Auf dem Weg dahin werden sie von McCoy aufgegriffen, der darüber von Rachel informiert wurde, und verhindern will, dass Shun in die Hände der Regierung fällt und als Mitglied der Aufständischen Geheimnisse ausplaudert. Kurz darauf sehen sie, wie die Regierung ihren Straßenblock zerstört, wobei Shuns Mutter umkommt. Diese von Vizekonsul Katerina geplante Aktion, um Leiger seines Postens zu entheben, ist wie von ihm erwartet der letzte Tropfen, der das Fass für die Kolonisten zum Überlaufen bringt, so dass auch die Ältesten dem Generalstreik zustimmen.
Leiger erfährt, dass Dallos sich selbstständig repariert und auch die Aufständischen diesen wieder als Basis genommen haben. Leiger hatte zudem zuvor ein Bataillon Föderationssoldaten angefordert, so dass sich beide Seiten nun auf den großen Kampf vorbereiten. Katerina erpresst wiederum den Polizeichef damit, dass dieser der tatsächliche Täter des Bartholomew-Zwischenfalls sei, und gibt ihm die Anweisung, Leiger in den aufkommenden Kampfwirren umzubringen.

### Bōkyō no Umi ni Tatsu: Act II
Es kommt schließlich zur finalen Schlacht in der Aufständischen zwar durch ihre Überzahl und den Vorteil als Verteidiger Anfangserfolge erzielen, schließlich aber dem gut ausgebildeten Föderationsbataillon unterlegen sind. Auf dem Höhepunkt der Schlacht aktiviert sich Dallos, das eine selbstlernende Maschine ist, und greift zur Selbstverteidigung beide Seiten an, die praktisch ausgelöscht werden, wobei auch Vizekonsul Katerina und der Polizeichef umkommen. Als Dallos’ sich auf Monopolis zubewegt, ordnet der bisher zurückhaltende Generalkonsul als oberster Föderationsvertreter auf dem Mond den Notstand und die sofortige Einstellung aller Kampfhandlungen an, woraufhin Dallos seine Aktivitäten einstellt.
Innerhalb der Dallos treffen Shun und Leiger aufeinander, wobei sich Melinda für ihn bei Leiger einsetzt. Leiger erlaubt Shun seinen Großvater dessen letzten Wunsch erfüllen zu können: einmal wieder die Erde sehen. Auf dem Flug dorthin sehen sie eine verlassene Kolonie, wo ihm sein Großvater erzählt, dass es vor Monopolis noch weitere Städte gab, die jedoch diversen Katastrophen zum Opfer fielen, was sowohl der Grund für die Weigerung der ersten Generation zu kämpfen ist, als auch dass deren schrecklicher Anblick Ursache ist warum den Kolonisten nicht erlaubt wird Monopolis außer für die Arbeit zu verlassen. Schließlich erreichen sie ihr Ziel: das „Meer des Heimwehs“ auf der Mondvorderseite – ein gewaltiger Friedhof mit Blick auf die Erde, in dem die ersten Kolonisten begraben sind, damit sie auf ewig wenigstens ihre Heimat sehen können, wenn ihnen schon die Rückkehr nicht vergönnt war. Nachdem sein Traum erfüllt ist, stirbt Shuns Großvater.
Shun entschließt sich nicht mehr länger untätig zu sein und sich McCoy anzuschließen um gegen die Erde zu kämpfen. Auch Rachel schließt sich nach dem Tod ihrer Eltern der Unabhängigkeitsbewegung an. Die Kolonisten gehen im Wissen, dass Dallos sich reparieren kann, wieder ihrem Alltag nach. Melinda kehrt auf die Erde zurück und will sich für eine friedliche Verbesserung der Mondbedingungen einzusetzen. Und die Erdföderation nimmt nach der Schlacht nun endlich wie von McCoy erwartet die Mondkolonie wahr, erklärt ihre „Nachsichtigkeit“ gegenüber der Kolonie aufzugeben und ab jetzt selbst gegen alle radikalen Elemente vorzugehen.

## Veröffentlichung
Die Serie von Studio Pierrot wurde von Hisayuki Toriumi entworfen, der zusammen mit Mamoru Oshii auch die Drehbücher schrieb, wobei Robert Heinleins Roman The Moon Is a Harsh Mistress wohl als Vorlage diente. Für Mamoru Oshii war Dallos nach Urusei Yatsura: Only You seine zweite Regiearbeit, wobei sein Mentor Toriumi ihn als Regisseur unterstützte, aber auf eine Nennung in den Credits für diese Position verzichtete. Die Animationsleitung und das Character Design lag bei Toshiyasu Okada und die künstlerische Leitung bei Mitsuki Nakamura.
Das offene Ende der Serie wird darauf zurückgeführt, dass Dallos ursprünglich als Fernsehserie geplant war, aber durch den Überraschungserfolg und die Verlängerung von Mahō no Princess Minky Momo der geplante Programmplatz nicht mehr zur Verfügung stand. So wurde entschieden, die Serie auf vier Folgen gekürzt direkt auf VHS zu veröffentlichen, um zumindest einen Teil der Produktionskosten wieder einnehmen zu können. Dallos wurde somit zur ersten Original Video Animation. Vertrieben wurde die Serie zwischen Dezember 1983 und Juli 1984 durch Bandai, wobei die zweite Folge versehentlich vor der ersten erschien und der dritte Teil in zwei Akte bzw. Folgen aufgeteilt wurde:
1. Remember Bartholomew (リメンバー・バーソロミュー, Rimembā Bāsoromyū; „Denkt an Bartholomew“), 28. Januar 1984
2. Dallos Hakai Shirei! (ダロス破壊指令!, Darosu ~; „Dallos-Zerstörungsbefehl!“), 21. Dezember 1983
3. Bōkyō no Umi ni Tatsu: Act I (望郷の海に起つACT I; „Aufstehen im Meer des Heimwehs: Akt I“), 29. April 1984
4. Bōkyō no Umi ni Tatsu: Act II (望郷の海に起つACT II; „Aufstehen im Meer des Heimwehs: Akt II“), 5. Juli 1984

Die Produktionskosten lagen bei etwa 100 Millionen Yen (heute etwa 570.000 €). 1985 wurden die vier jeweils 30 Minuten langen Folgen zu einem 85 Minuten langen Film namens Dallos Special zusammengeschnitten, wobei noch 50 neue Szenen hinzukamen.
In den USA erschien Dallos Special 1991 bei Celebrity Home Entertainments Kinder-Label Just For Kids mit englischer Synchronisation unter dem Titel Battle for Moon Station Dallos. Die vierteilige OVA-Reihe wurde 2014 von Discotek Media auf DVD als Dallos mit englischen Untertiteln veröffentlicht und im Mai 2015 als Stream durch Crunchyroll.

### Synchronisation
| Rolle                         | japanischer Sprecher (Seiyū) |
| ----------------------------- | ---------------------------- |
| Shun Nonomura                 | Hideki Sasaki                |
| Alex Leiger                   | Shūichi Ikeda                |
| Dog McCoy                     | Tesshō Genda                 |
| Rachel                        | Rumiko Ukai                  |
| Melinda Hearst                | Yoshiko Sakakibara           |
| Shuns Großvater               | Mizuho Suzuki                |
| Vizekonsul Katerina, Erzähler | Kōji Nakata                  |

## Rezeption
Von der ersten Folge bzw. VHS wurden 10.000 Exemplare verkauft und von der ganzen Reihe 20.000 Exemplare.
Jonathan Clements und Helen McCarthy sehen die Reihe zwar als Abklatsch (“unremarkable rip-off”) von Heinleins Roman, loben aber das Drehbuch, das jedoch nur mittelmäßig umgesetzt wurde. Allerdings mache die finale Szene des ehrfurchtsgebietenden Blicks auf die entfernte Erde vieles wett. Die ungenügende künstlerische und handwerkliche Qualität schmälere jedoch nicht die Bedeutung des Werks als erste Produktion direkt für den Videomarkt. Dieser neue Markt eröffnete der Anime-Industrie in den darauf folgenden Jahren ein neues Publikum und neue künstlerische und finanzielle Möglichkeiten.